# Gulfstream G200
Dimensions
Les Gulfstream G200 et G280 sont des avions d’affaires fabriqués par la division Gulfstream Aerospace de General Dynamics, située à Savannah, Géorgie. Ce sont des variantes du Astra Galaxy construit initialement par Israel Aerospace Industries.

## Histoire
À la suite du rachat en 2001 par General Dynamics de Galaxy Aerospace au groupe Israel Aerospace Industries (IAI), Gulfstream Aerospace récupère la gamme d'avions d'affaires Astra de IAI. Le Astra Galaxy est alors renommé en G200.
Le dernier G200 a été livré en décembre 2011, 250 exemplaires ont été construits.
Les avions de la gamme G200 sont toujours construits en Israël.

## Spécifications

### G200
Le G200 est un avion d'affaires de la catégorie intermédiaires (Mid-Size).
Données de netjets.com
Caractéristiques générales
- Équipage : 2
- Capacité : 10 passagers
- Longueur : 18,97 m
- Envergure : 17,7 m
- Hauteur : 6,53 m
- Masse à vide : 8 709 kg
- Masse maximale au décollage : 16 080 kg
- Moteur : 2  Pratt & Whitney PW306A, 26,9 kN chacun
- Longueur de la cabine: 6,71 m
- Hauteur de la cabine: 1,91 m
- Largeur de la cabine: 2,19 m

 Performances 
- Vitesse maximale : Mach 0,85 (MMO)
- Vitesse de croisière : Mach 0,8
- Distance franchissable : 6 300 km  à Mach 0,75 avec 4 passagers
- Plafond : 13 700 m (45 000 ft)

### G280
Gulfstream Aerospace dévoile en 2008 le G250, une version améliorée et agrandie du G200. Il est aujourd'hui vendu sous la dénomination G280. La première livraison à lieu en septembre 2011, le 300e l'est en juin 2025.
Données de gulfstream.com
Caractéristiques générales
- Équipage : 2
- Capacité : 10 passagers
- Longueur : 20,37 m
- Envergure : 19,2 m
- Hauteur : 6,5 m
- Masse à vide : 10 954 kg
- Masse maximale au décollage : 17 962 kg
- Moteur : 2  Honeywell HTF7250G, 33,9 kN chacun
- Masse maximale de carburant: 6 622 kg
- Longueur de la cabine: 7,87 m
- Hauteur de la cabine: 1,91 m
- Largeur de la cabine: 2,18 m
- Volume de la cabine: 26,5 m3

 Performances 
- Vitesse maximale : Mach 0,85 (MMO)
- Vitesse de croisière : Mach 0,8
- Distance franchissable : 6 667 km  à Mach 0,8 avec 4 passagers
- Plafond : 13 700 m (45 000 ft)